# Bowery

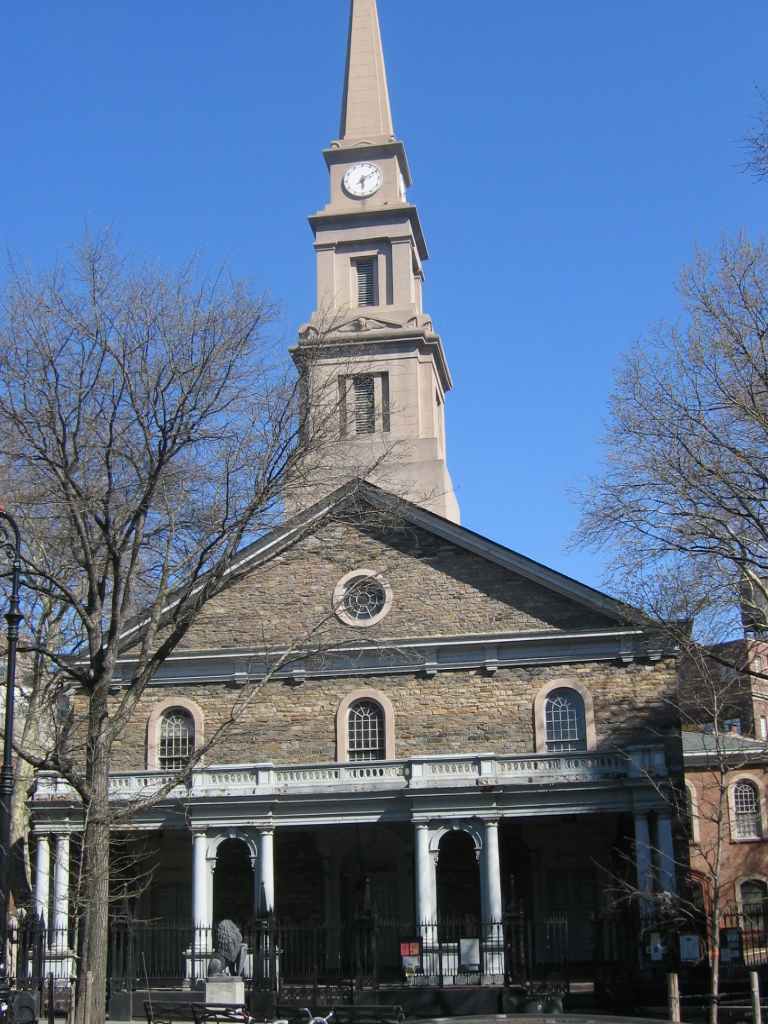
Kostel sv. Marka

Bowery je jedna z menších čtvrtí na jižním Manhattanu. Ze severu ji ohraničuje East Houston Street, z východu hraničí se čtvrtí Lower, kde ji ohraničuje Clinton Avenue, z jihu končí na Delancey Street, kde se i nachází významné Tenementské muzeum a ze západu končí u Midtown Manhattanu.